# Scleroptila gutturalis
Il francolino di Archer (Scleroptila gutturalis (Rüppell, 1835)) è un uccello galliforme della famiglia dei Fasianidi diffuso nell'Africa nord-orientale e meridionale.

## Descrizione

### Dimensioni
Misura circa 35 cm di lunghezza, per un peso di 379-450 g.

### Aspetto
Il francolino di Archer ha il becco bruno-nerastro con la base giallastra. Gli occhi sono marroni, le zampe giallo scuro. I sessi sono identici. Il maschio è munito di uno sperone, più piccolo di quello della femmina. Negli adulti, la testa e i lati del collo sono color camoscio, con una banda di piccole macchioline bianche e nere che scendono dall'occhio fino ai lati del collo. La gola, bianca e bordata di scuro, forma una sorta di bavaglio che arriva fino alla parte alta del petto. Il petto e le parti inferiori sono color camoscio con numerose macchie e strisce castane che si sviluppano in varie forme sui fianchi. Tuttavia, la sottospecie levalliantoides delle regioni centrali e settentrionali del Botswana e della Namibia presenta una tinta chiara color sabbia sulla testa e sulle parti inferiori. Le sottospecie pallidior e jugularis, rispettivamente della Namibia e dell'Angola, presentano una banda pettorale bianca e nera abbastanza sviluppata. Tutte le popolazioni presentano parti superiori grigio-brunastre con macchie castane e striature nerastre. Le primarie e i margini esterni delle secondarie sono di colore rosso vivo con vaghe estremità grigio-brunastre. La coda è grigio-brunastra con barre e vermicolature color camoscio.
I giovani hanno una linea nera meno definita sotto il bavaglio e parti inferiori irregolarmente barrate di nero.

### Voce
Il richiamo di avvertimento è abbastanza simile a quello del francolino di Shelley, ma è più veloce e mostra pause più brevi tra le note. Spesso è possibile udire un weecheele-wecheele-weecheele, pirrie-pirrie o un ki-be-til-ee che si ripete più e più volte. Il francolino di Archer emette anche un richiamo di allarme penetrante se è costretto a spiccare il volo.

## Biologia
Il francolino di Archer è un uccello timido ed estramemente cauto. Nonostante effettui alcune incursioni in terreno scoperto in determinati momenti della giornata per andare in cerca di cibo, si osserva solo raramente e viene per lo più individuato grazie ai suoi richiami. Il francolino di Archer vive abitualmente in coppia o in piccoli gruppi che possono comprendere fino a una dozzina di individui. Anche in situazioni pericolose, mostra una grande riluttanza ad alzarsi in volo: preferisce scappare a tutta velocità verso la vegetazione. Per sfuggire ai predatori mette in atto anche una strategia piuttosto sorprendente, nascondendosi nelle tane di alcuni mammiferi.

### Alimentazione
Il francolino di Archer è principalmente vegetariano. Si nutre di semi, bulbi e radici di piante del genere Moraea e completa il suo menu con insetti.

### Riproduzione
Il francolino di Archer è monogamo, cioè instaura relazioni con un solo partner. Il nido è una semplice depressione creata grattando sul terreno e nascosta sotto un grande ciuffo d'erba. La covata comprende da 5 a 8 uova, di colore rosa pallido o bruno-giallastro, talvolta con qualche piccola macchia marrone. Data l'enorme estensione dell'areale, la stagione riproduttiva ha luogo in momenti molto diversi a seconda delle regioni: febbraio-maggio e settembre-ottobre nel Transvaal, giugno in Namibia, aprile, agosto e dicembre in Angola, febbraio, aprile e agosto in Etiopia, maggio-giugno in Somalia.

## Distribuzione e habitat
Il francolino di Archer è una specie africana. È diffuso in due regioni geografiche ben distinte, una nella parte nord-orientale, l'altra in quella sud-occidentale del continente. L'areale delle popolazioni meridionali si estende dal sud-est dell'Angola, attraverso il centro della Namibia e del Botswana, fino al Sudafrica (Transvaal occidentale e meridionale, Stato Libero di Orange, Lesotho e Provincia del Capo Settentrionale). Le popolazioni settentrionali occupano un areale molto frammentato nel Sudan del Sud e in Uganda, ma vivono anche nelle regioni montuose dell'Etiopia, del nord della Somalia, di Gibuti e dell'Eritrea.
Il francolino di Archer frequenta principalmente le praterie secche, con o senza arbusti. Si incontra anche nelle zone boschive aride ed erbose, sui pendii di montagna ricoperti da blocchi di pietra e ghiaioni. In Etiopia e in Uganda questa specie si spinge in certi casi fino a 2500 m di altitudine.

## Tassonomia
Data la grande superficie del suo areale, la specie ha dato origine a numerose forme differenti. Alcuni osservatori ne descrivono fino a 15. Urban, nel suo studio del 1986, ne riconosce quattro, due per ogni gruppo geografico; tuttavia, alcune sottospecie settentrionali che presentano pochissimo rosso sulle ali sono state trattate come sottospecie del francolino aligrigie.
Nel gruppo settentrionale vengono considerate sottospecie valide solo:
- S. g. gutturalis (Rüppell, 1835), diffusa in Eritrea e nell'Etiopia settentrionale;
- S. g. archeri (W. L. Sclater, 1927), in passato considerata una variante di lorti, diffusa nell'Etiopia meridionale, nel Sudan del Sud orientale, nell'Uganda settentrionale e nel Kenya nord-occidentale; comprende anche le varianti stantoni e friedmanni;
- S. g. lorti (Sharpe, 1897), endemica della Somalia settentrionale.

Nel gruppo meridionale sono considerate sottospecie valide solo:
- S. g. jugularis (Büttikofer, 1889), endemica dell'Angola sud-occidentale; include le varianti cunenensis e stresemanni;
- S. g. pallidior (Neumann, 1908), in passato considerata una variante di levaillantoides, endemica della Namibia settentrionale;
- S. g. levalliantoides (A. Smith, 1836), diffusa in una fascia di territorio che dalla Namibia orientale e dal Botswana meridionale giunge fino al Sudafrica centrale; comprende le varianti ludwigi, gariepensis, watti, langi e kalaharica.

## Conservazione
Lo stato di conservazione di questa specie è piuttosto difficile da definire, soprattutto per quanto riguarda le popolazioni del nord del continente. Il francolino di Archer non è raro in Etiopia, ma le informazioni che abbiamo al riguardo per la Somalia e Gibuti sono ormai piuttosto datate. In Uganda, questo uccello è confinato ai dintorni del monte Moroto. In Namibia, e indubbiamente anche in Botswana, il numero di esemplari sta aumentando leggermente. In Sudafrica, dove la popolazione è stimata a più di 100.000 esemplari, è invece in declino. Complessivamente, però, la specie è considerata a «rischio minimo» (Least Concern).